# Corps Suevia Freiburg
Das Corps Suevia Freiburg ist eine pflichtschlagende und farbentragende Studentenverbindung im Freiburger Senioren-Convent. Das Corps vereint Studenten und Alumni der Albert-Ludwigs-Universität Freiburg und ist Mitglied des Kösener Senioren-Convents-Verbandes (KSCV). Die Corpsmitglieder werden Freiburger Schwaben genannt.

## Couleur
Suevia führt die Farben Schwarz-Gelb-Blau, wobei das Blau ein Himmelblau ist. Die Farben werden von unten gelesen und die Bänder haben eine goldene Perkussion. Das Fuchsenband ist nach verschiedentlichen Änderungen in Blau-Gelb seit den 1840er Jahren dauerhaft Schwarz-Gelb, ebenfalls von unten gelesen und mit goldener Perkussion. Die Kneipjacken sind Schwarz mit gelben Verschnürungen. Hierzu wird eine gelbe Tellermütze getragen. Die Freiburger Schwaben werden im Jargon scherzhaft als „Eierschwaben“ bezeichnet, was wohl auf die gelben Mützen zurückzuführen ist.
Nach einer Betrachtung gehen Schwarz und Gelb auf die Farben des schwäbischen Reichskreises zurück, wobei der Ursprung des Blau ungeklärt ist. Eine andere Erklärung sieht die Herkunft in landsmannschaftlich-landsmännischen Beweggründen. Hiernach spielten die historischen Farben der Gebiete um Freiburg eine Rolle, die 1805 durch den Frieden von Preßburg an das Kurfürstentum Baden fielen, welches 1806 zum Großherzogtum wurde. Zum einen führte Vorderösterreich die Farben Schwarz-Gelb und der Breisgau zum anderen Blau-Gelb. Die Vereinigung beider Farbzusammenstellungen ergab dann das Schwarz-Gelb-Blau.

## Wappen

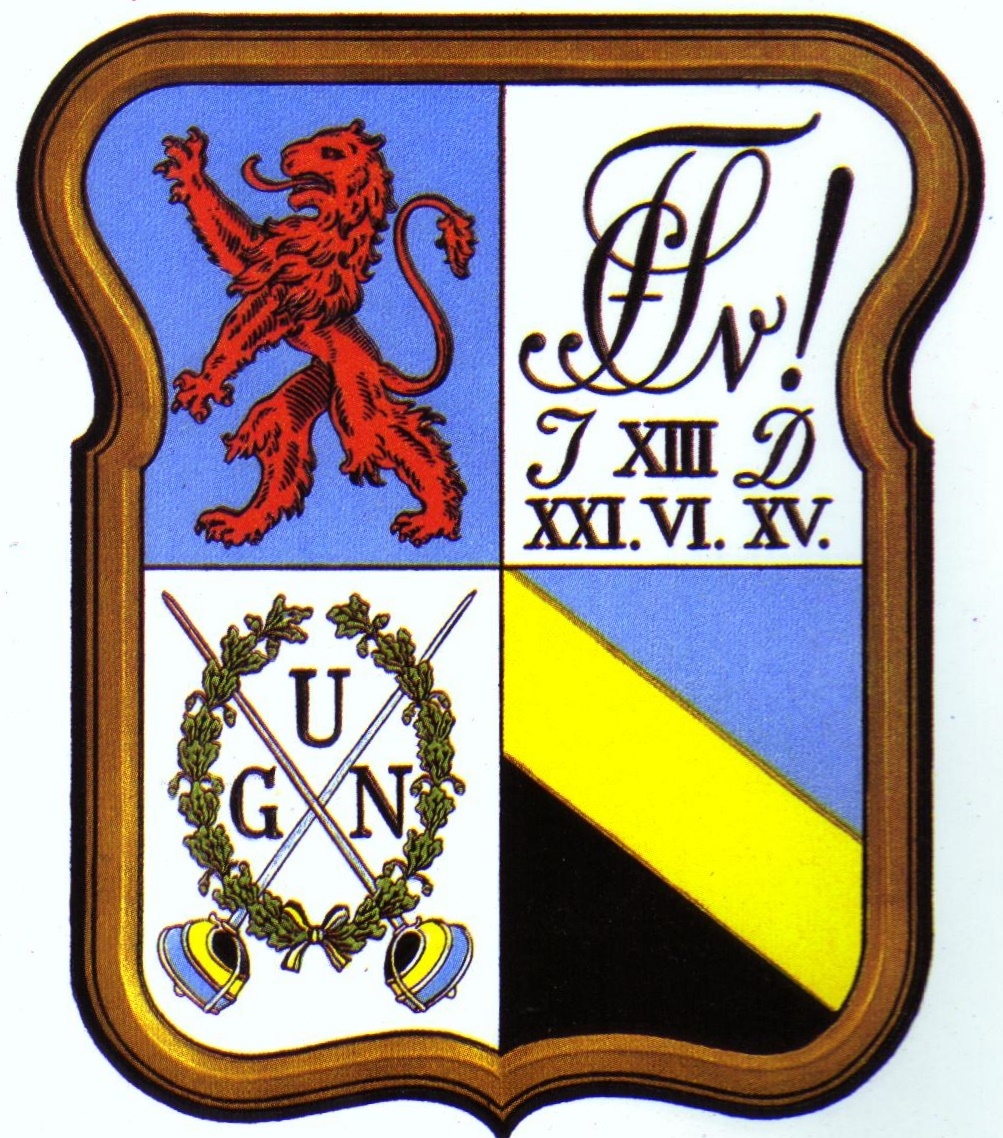
Wappenschild

Der Wappenschild ist ein klassisches, viergeteiltes Studentenwappen. Es zeigt im oberen, heraldisch rechten Feld in Rot auf Blau einen nach rechts schreitenden Zähringer Löwen, ein Hinweis auf das Geschlecht der Herzöge von Zähringen, die auch Gründer der Stadt Freiburg waren. Im oberen, heraldisch linken Feld ist zuerst der Zirkel mit den Buchstaben V, C, F und S zu sehen. Dies steht zum einen für den Wahlspruch Virtute constanti fulget salus! als auch für den Zirkelspruch Vivat circulus fratrum sueviae! Darunter befindet sich eine römische Dreizehn, die auf die dreizehn Stifter der Suevia hinweist. Flankiert wird die Ziffer von einem J für den Stifter Nicolaus Jaeger und einem D für den Wiederbegründer Albert Daur, der 1847 als Inaktiver der Heidelberger Schwaben die Suevia rekonstituierte. Ganz unten steht das Stiftungsdatum in römischen Ziffern.
Im unteren, heraldisch rechten Feld befinden sich zwei gekreuzte Korbschläger. Die Buchstaben G U N, die für den Waffenspruch Gladius ultor noster! stehen, werden von einem Eichenlaubkranz umschlungen. Dieser Spruch existiert neben dem klassischen Feldgeschrei Suevia sei’s Panier, welcher meist über dem Wappen zu sehen ist. Im unteren, heraldisch linken Feld sind die von unten zu lesenden Corpsfarben, Schwarz-Gelb-Blau, dargestellt.

## Geschichte

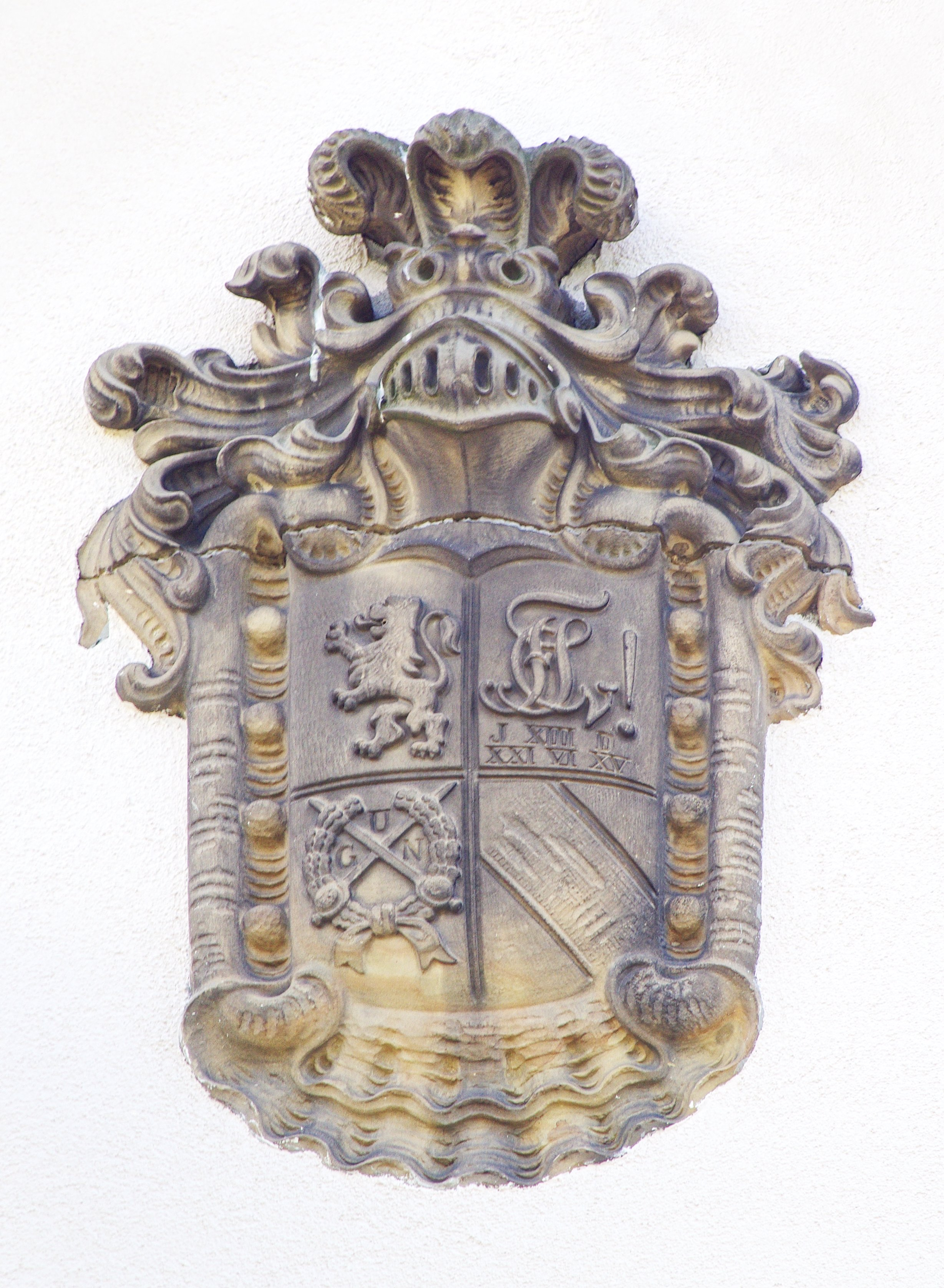
Giebelrelief am Verbindungshaus mit dem Corpswappen

Das Corps Suevia wurde am 21. Juni 1815 von dreizehn Studenten der Universität Freiburg im Gasthaus zur Stadt Wien gestiftet, welches seinerzeit noch vor den Toren der Stadt lag und sich heute im Stadtteil Herdern befindet. Damit ist die Suevia nach der Rhenania die zweitälteste heute existierende Verbindung der Universität Freiburg.
Im Juni 1815 gründeten Rhenania und Suevia den Freiburger Senioren-Convent (SC), die älteste Vereinigung studentischer Korporationen in Freiburg. 1818 erfolgte eine vorübergehende Vereinigung mit dem Corps Rhenania, die im Frühjahr 1820 wieder gelöst wurde. Suevia garantierte mit Rhenania und Helvetia im Januar 1821 den revidierten SC-Comment. Als sich Helvetia auflöste (1822), stifteten Schwaben und Rhenanen am 8. Juli 1824 das Corps Allemannia Freiburg. In den 1830er und 40er Jahren musste das Corps mehrfach suspendieren, wurde aber 1847 endgültig rekonstituiert. Suevia und Rhenania bildeten 1850 wieder einen gemeinsamen Senioren-Convent (SC) und übernahmen den Heidelberger SC-Comment. Seit 1856 gehört Suevia über den Freiburger SC dem Kösener Senioren-Convents-Verband (KSCV) an. Das Corps hat innerhalb des KSCV keine Kreiszugehörigkeit. Inoffiziell wird Suevia als mausgrau bezeichnet, was sich aus den befreundeten Corps im Schwarzen Kreis herleitet.
1890 spielte das Corps eine entscheidende Rolle im Duell Vering–Salomon, welches im Kaiserreich zu einer heftigen, öffentlichen Diskussion über das Duellwesen führte. Suevia gewährte damals dem jüdischen Studenten Eduard Salomon Waffenschutz. Salomon war zuvor von dem Freiburger Rhenanen Carl Vering zum Pistolenduell aufgefordert worden und wurde beim Schusswechsel von diesem tödlich verletzt. In der Folge wurde der Freiburger Schwabe Wilhelm Keßler für seine Beteiligung als Salomons Sekundant von der Universität relegiert.
Zu Beginn des Wintersemesters 1935/36 stellte das Corps den Aktivenbetrieb ein. Mehrere Studenten, darunter zwei frühere Füchse der Suevia, gründeten am 6. November 1938 die Kameradschaft Schwabenland, die als unmittelbare Fortsetzung des Corps agierte. Sie bezog im Januar 1939 das Corpshaus und focht ab dem Sommersemester 1939 auch wieder Mensuren. Der corpsähnliche Aktivenbetrieb wurde trotz vorübergehender Schließung der Universität nach Kriegsbeginn weiter ausgebaut, auch der Paukbetrieb. Im Sommersemester 1941 wurde der Freiburger Waffenring wiedergegründet. Die Kameradschaft bestand bis zum Einmarsch der französischen Truppen 1945.
Als präsidierendes Vorortcorps stellte Suevia zwei Mal den Vorsitzenden des ordentlichen Kösener Kongresses (oKC) – 1930 mit Kurt Kleinschmidt und 2017/18 mit Pascal Frey.

## Corpshäuser

### Erstes Corpshaus
Im Jahre 1886 wurde eine Kommission aus Alten Herren zu Vorarbeiten respektive Bau eines corpseigenen Hauses ernannt. Im Sommer 1888 erfolgte die Gründung einer Aktiengesellschaft zum Zweck des Baues oder Erwerbs eines Corpshauses. Diese Gesellschaft erwarb das Haus des damals in Freiburg bekannten Malers Emil Lugo in der Lessingstraße, der damaligen Schillerstraße. Für den Erwerb und den Ausbau wurden 40.000 Goldmark zusammengebracht. Damit hatte Suevia mit der Einweihung des Corpshauses im Jahre 1888 das erste Verbindungshaus in Freiburg (Rhenania folgte 1892 und Hasso-Borussia 1898).

### Neues Corpshaus 1910

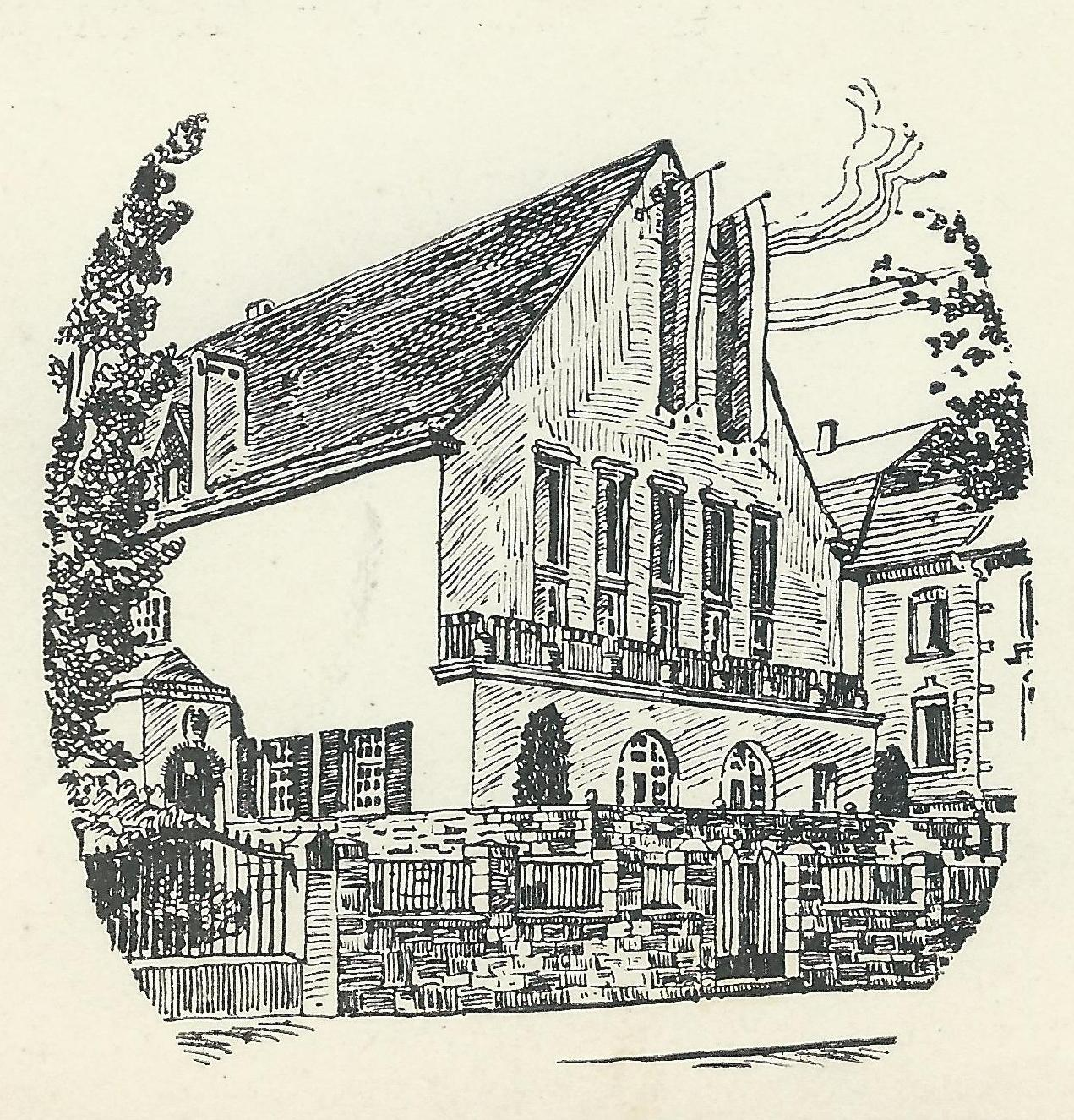
Zeichnung des Corpshauses von 1912

Das alte Haus erfüllte nur wenige Jahre seinen Zweck. Es zeigte sich bald, dass es zu klein geworden war. So tauchte der Plan auf, ein größeres Haus zu beschaffen. Das Haus wurde abgerissen und das unmittelbar angrenzende Nachbarhaus musste erworben werden, um den Bauplatz zu vergrößern.
Für die Planung des neuen Corpshauses konnte der Karlsruher Architekturprofessor Hermann Billing gewonnen werden, der als Planer und Architekt des Freiburger Universitätsneubaus bekannt war. Am 21. Juni 1909 erfolgte die Grundsteinlegung und ein Jahr später fand 1910 im Rahmen des 95. Stiftungsfestes die Einweihung statt. Der Baustil stellt eine schlichte Form des Jugendstils dar. Die Gesamtkosten des Neubaus betrugen zusätzlich zum Erwerb des Nachbarhauses 85.000 Goldmark, zu denen noch 10.000 Goldmark für die neue Inneneinrichtungen kamen. Stiftungen aus dem Kreis der Alten Herren waren damals sehr reichhaltig. Insbesondere ist hier die Vertäfelung des unteren Salons mit Arvenholz zu nennen, das eigens aus den Hochalpen hierfür zugerichtet wurde.
Dieses Haus wurde über Jahrzehnte seinen Aufgaben gerecht.

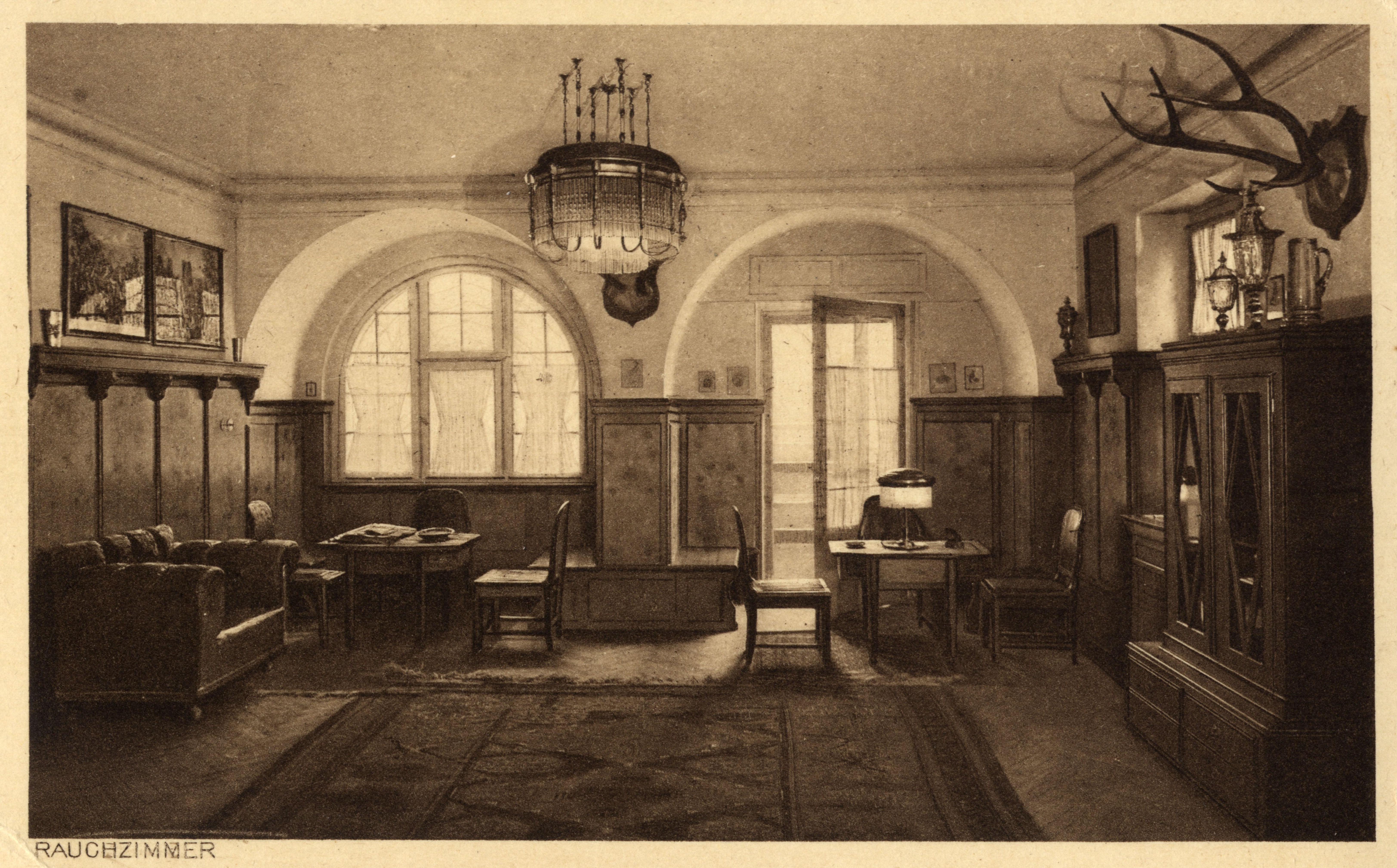
Das Rauchzimmer, die sogenannte Lederecke, im Hochparterre mit Arvenholzvertäfelung
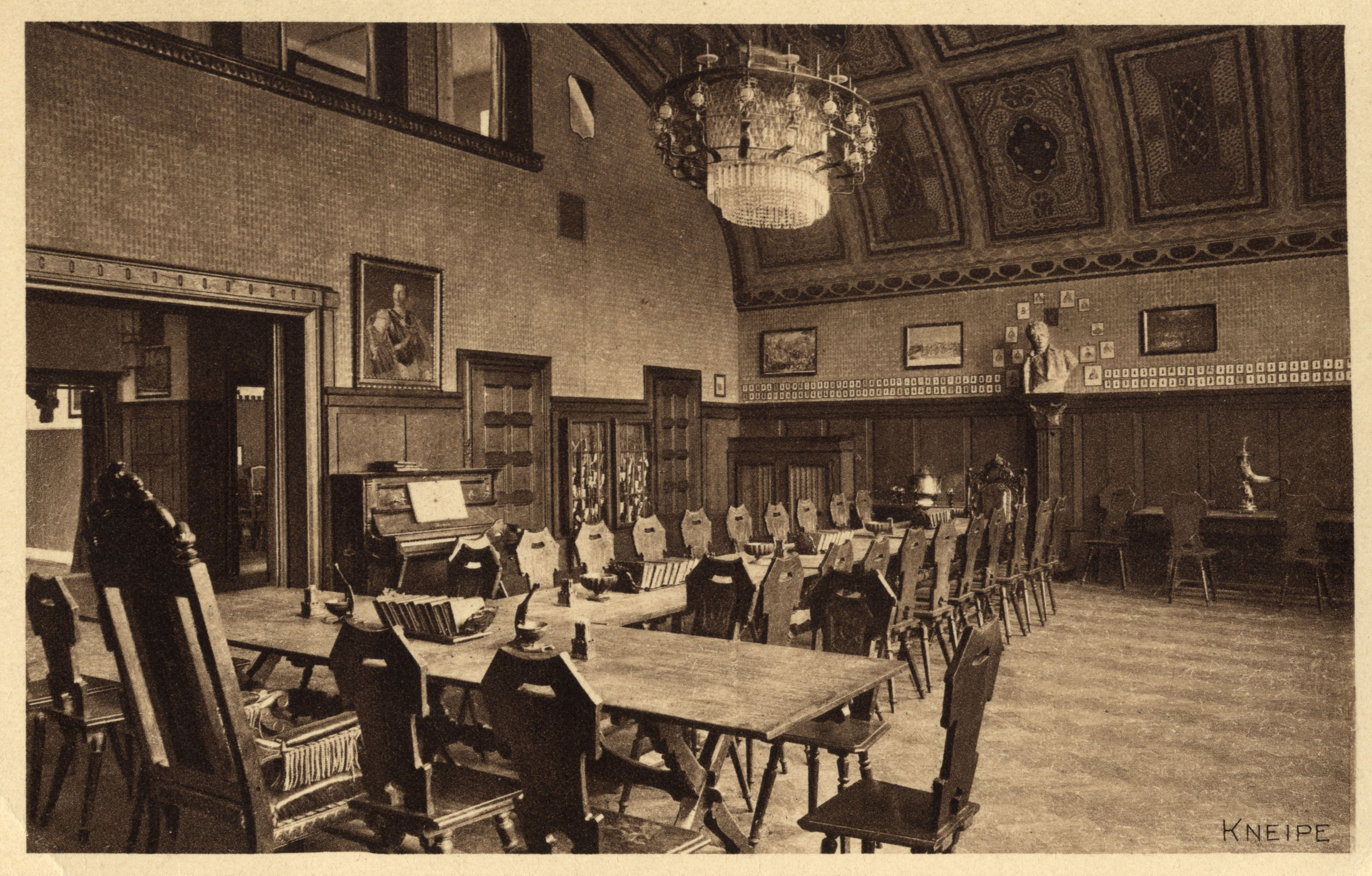
Die alte Kneipe bis 1951 im ersten Stockwerk, noch mit dem großen Gewölbe
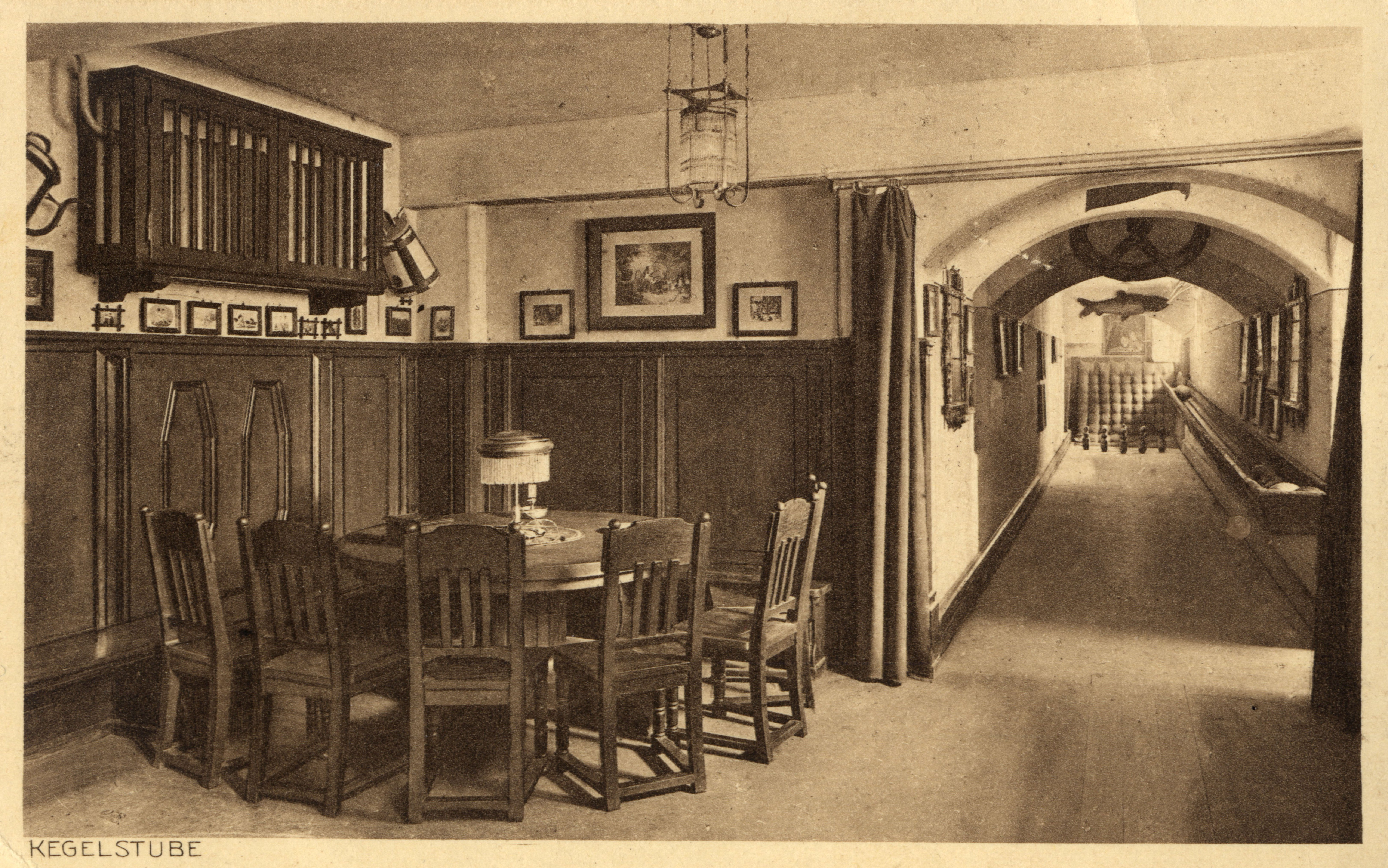
Kegelbahn im Souterrain des Corpshauses

### Zweiter Weltkrieg
Bis 1939 stand es unter der Verwaltung von Alten Herren des Corps, welches seinen Aktivenbetrieb bereits 1936 einstellen musste und nur in Form einer Kameradschaft weitergeführt werden durfte. Am 1. März 1939 wurde das Haus zugunsten einer SS-Standarte geräumt und bei Kriegsbeginn von der Wehrmacht belegt. Ab 1941 stand es wieder dem von offizieller Seite verbotenem Corpsbetrieb zur Verfügung, der unter dem Deckmantel der „Kameradschaft Schwabenland“ geführt wurde. Während des Krieges wurde das Corpshaus nur an den Fenstern und am Dach in geringem Maße beschädigt.

### Nachkriegszeit

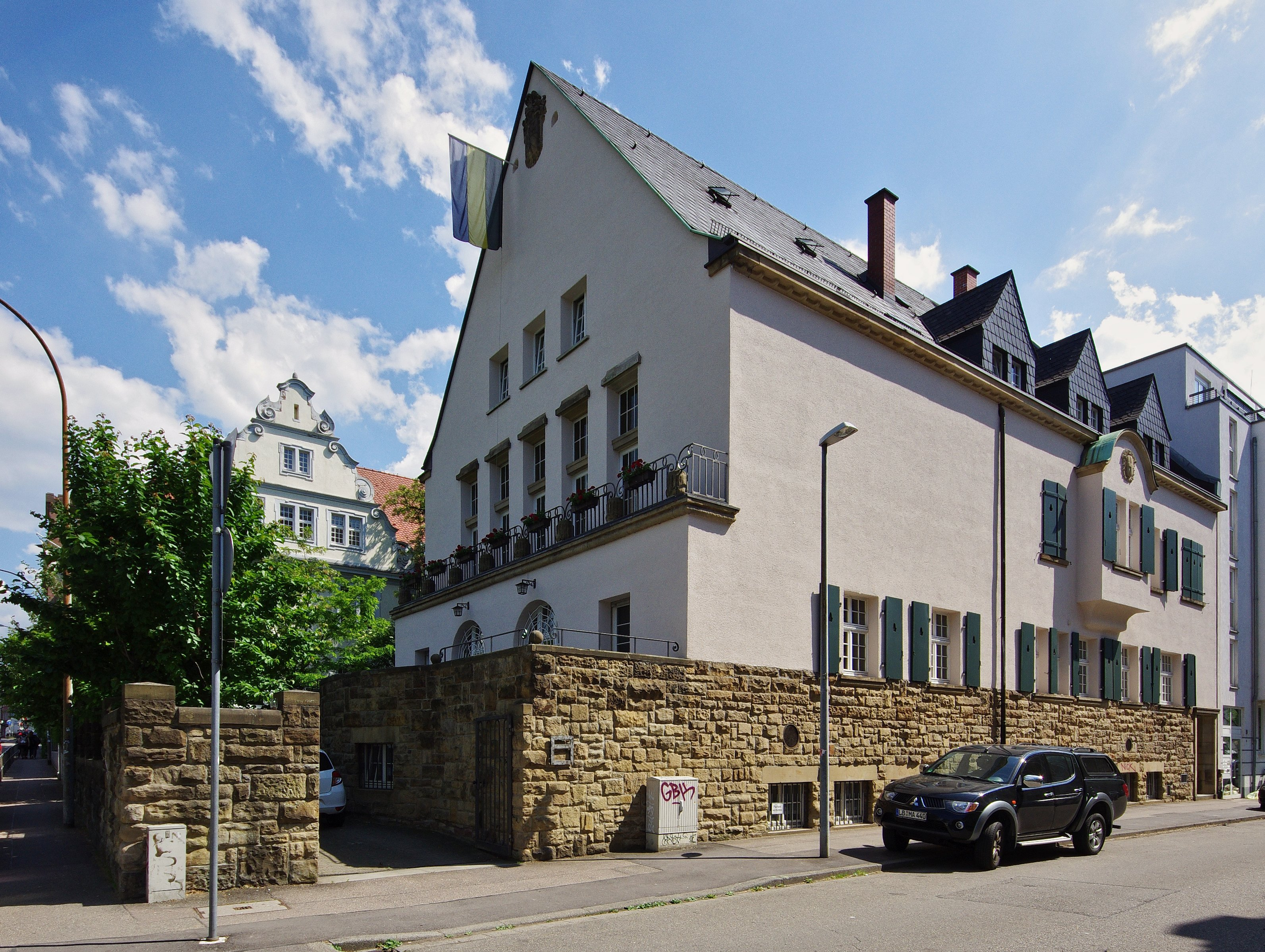
Corpshaus in der Lessingstraße, früher der Standort des Wohnhauses des Malers Emil Lugo

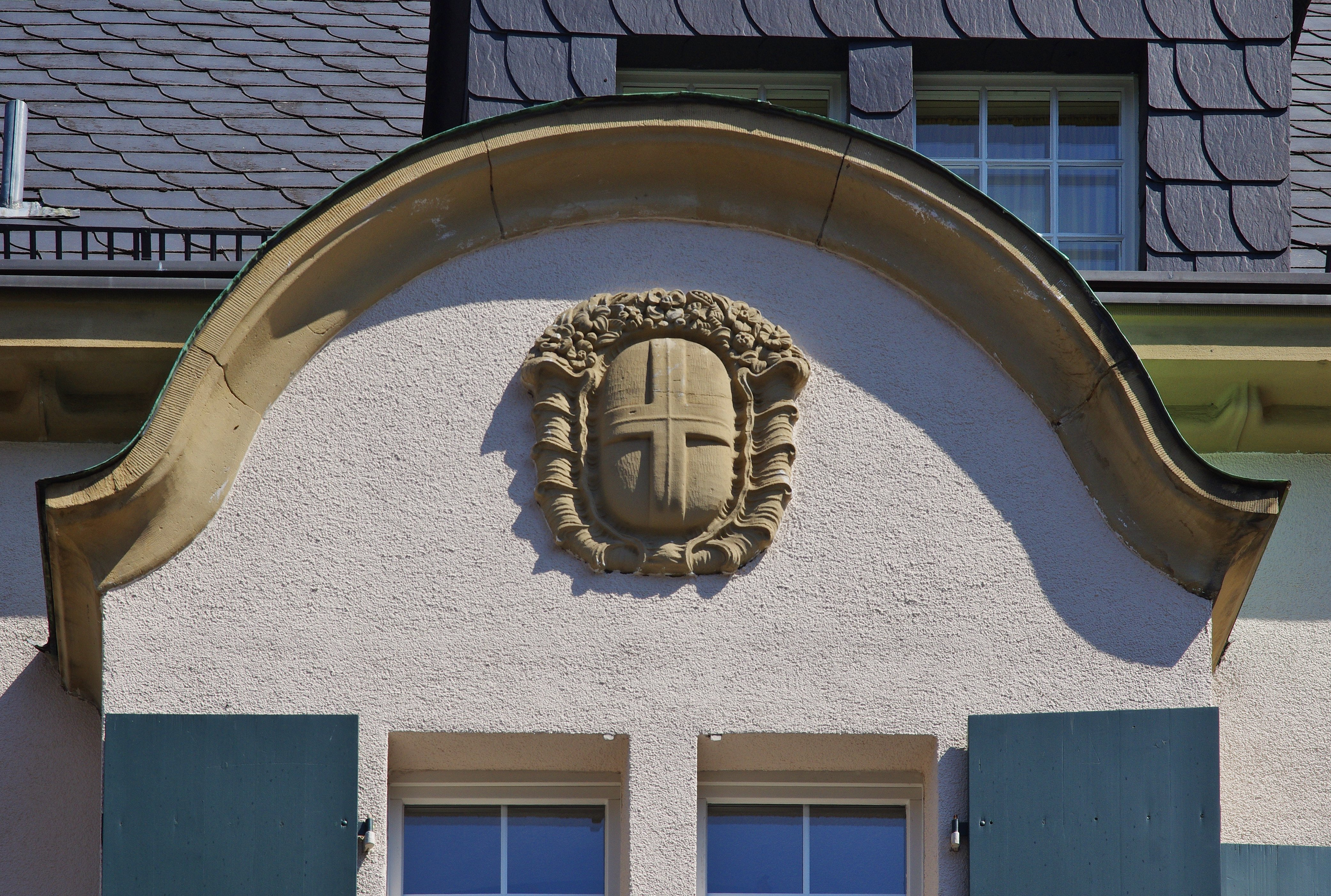
Detail des Corpshauses mit dem Stadtwappen Freiburgs

Dank des Einsatzes der Alten Herren wurde eine Erfassung durch das Wohnungsamt nach Kriegsende verhindert, wodurch eine Zuweisung für andere Zwecke vermieden werden konnte.
Das Erdgeschoss wurde im Juli 1945 zunächst an eine ausgebombte Wirtin vermietet, deren Vertrag später von der Riegeler Brauerei übernommen wurde. In die beiden oberen Stockwerke zog die aus Karlsruhe nach Freiburg verlegte Oberpostdirektion ein, bis sie 1951 wieder verlegt wurde.
Trotz der Rekonstitution am 1. Dezember 1949 konnte das Haus wegen der damaligen Finanznot nicht vollständig übernommen werden.
Der erste Stock wurde deshalb 1951 an den ADAC vermietet. Die Mieterlöse ermöglichten aber die Übernahme des zweiten Stockwerks mit vier Aktivenzimmern. Auch wurde der Pachtvertrag mit der Riegeler Brauerei beendet. Auf Anregung des ADAC wurde im Winter 1951/52 der große Kneipraum, der bis dahin ein durch zwei Stockwerke gehendes Tonnengewölbe hatte, durch eine Zwischendecke in Höhe des zweiten Obergeschosses umgestaltet. Dadurch vergrößerte sich die Fläche des zweiten Stocks um ein Drittel.
Die Inneneinrichtung wurde vervollständigt, die Corpshausbewirtschaftung mit einem Corpsdiener wurde wieder sichergestellt und zusätzliche Aktivenzimmer wurden eingerichtet, sodass im Wintersemester 1954/55 das renovierte Corpshaus mit Ausnahme des ersten Stockwerks an die Aktiven übergeben werden konnte. Die Altherrenschaft hatte für diese gesamte Aktion für damalige Verhältnisse den beachtlichen Betrag von 40.000 DM gespendet.
Im Juli 1957 verließ dann auch der ADAC das Corpshaus, sodass es nunmehr völlig der eigenen Benutzung wieder zur Verfügung stand.

### Neueste Entwicklung
In den 1980er und 1990er Jahren erfolgten umfangreiche Sanierungen, bei denen die Elektrizität und die Heizungsanlage sowie Fenster und Dach erneuert wurden. Zudem wurde für das Corpsdiener-Ehepaar eine Einliegerwohnung geschaffen. 1985 wurde das Schwabenhaus unter Denkmalschutz gestellt, was zur Beachtung der Denkmalpflege bei weiteren Sanierungen verpflichtet.

## Besonderheiten
Es ist abgesehen von den Universitätsstädten Jena und Halle sehr ungewöhnlich die Verbindungsfarben von unten zu lesen. Außerhalb dieser Städte tun dies nur das Corps Suevia Heidelberg und das Corps Suevia Freiburg.
Neben dem jährlichen Feierlichen Corpsburschen-Convent (FCC), der zum Stiftungsfest tagt, besitzt das Corps die seltene Institution der Corpskommission (CK), die zweimal jährlich zusammentritt, wichtige Entscheidungen als auch Anträge vorbereitet und dem FCC Empfehlungen ausspricht.
Im Gegensatz zu den anderen SC-Corps, deren Corpsarchive während des Zweiten Weltkrieges zum Teil massiv gelitten haben, kann sich Suevia auf einen umfangreichen Bestand stützen, der bis 1815 zurückreicht. Diesen Archivbestand hat sie in exemplarischer Weise aufgearbeitet.
Anders als die meisten Corps hat Suevia keine Farbenstrophe, die gewöhnlich auf die Melodie von So pünktlich zur Sekunde gesungen wird. Wie einige andere Corps auch besitzen die Freiburger Schwaben jedoch ein eigenes Farbenlied, das auf die Melodie des Liedes von Ernst Moritz Arndt Sind wir vereint zur guten Stunde gesungen wird. Das Farbenlied umfasst sechs Strophen und wurde 1897 von einem Corpsbruder eigens für Suevia gedichtet. Auf auswärtigen Kneipen singen die Schwaben nur die erste Strophe. Diese lautet
Wo sich des Schwarzwalds Bergesriesen recken,

wo Rebenlaub den Hang umkränzt,

wo machtvoll sich des Münsters Formen strecken,

hat uns ein goldner Mai geglänzt.

Wer je mit Stolz sich nannte einen Schwaben,

wer je geschwärmt in Freiburgs schönem Gau,

/: dem sind auf immerdar ins Herz gegraben

die teuren Farben Schwarz-Gelb-Blau. :/

## Mitglieder
In alphabetischer Reihenfolge
- Ernst-August Ahrens (1860–1926) war Landwirt, Verbandsfunktionär des Bundes der Landwirte, MdHdA
- Alfred Ammelburg (1864–1939), Chemiker, Vorstandsmitglied der Farbwerke Hoechst AG und der I.G. Farben
- Walter Bartram (1893–1971), Politiker (CDU), Ministerpräsident von Schleswig-Holstein, MdB
- Hermann Becks (1897–1962), Zahnmediziner und Hochschullehrer
- Ernst Behr (1854–1923), badischer Oberamtmann, Vorsitzender Richter am Verwaltungsgerichtshof Karlsruhe
- Bernhard Blencke (1903–1979), Orthopäde und Hochschullehrer
- Ernst Adolf Birkenmayer (1842–1916), MdR
- Edward Blom (* 1970), Archivar, Historiker, Schriftsteller, TV-Persönlichkeit in Schweden
- Bernhard Boll (1913–1968), Verleger (Solinger Tageblatt)
- Waldemar Braun (1877–1954), Hartmann und Braun AG, Vorstandsmitglied des Reichsverbandes der Deutschen Industrie
- Philipp Broemser (1886–1940), Physiologe, Rektor der LMU
- Wilhelm Bulster (1803–1875), badischer Oberamtmann und Oberamtsrichter
- Conrad Cichorius (1863–1932), Historiker, Rektor der Universität Bonn
- Julius Daniels (1873–1919), Landrat des Kreises Biedenkopf
- Wolfram Dörinkel (1907–1975), Jurist, Politiker, MdB
- Fritz Dörner (1908–1976), Generalarzt der Luftwaffe
- Theodor von Dusch (1824–1890), Professor für Pathologie an der Universität Heidelberg
- Manfred Engelschall (1921–2008), Richter, Vorsitzender des Beschwerdeausschusses des deutschen Presserates (1921–2008)
- Alois Faller (1812–1882), Hofgerichtsadvokat in Freiburg, Mitglied Badischen verfassunggebenden Versammlung von 1849, Anwalt bei der deutschen Einwanderungsbehörde in New York
- Makarius Felleisen (1802–1850), badischer Oberamtmann, Amtsvorsteher der Bezirksämter Sinsheim, Buchen und Wolfach
- Rudolf Franksen (1864–1913), Jurist, Konsularbeamter
- Philipp Fuchs (um 1859–1931), badischer Oberamtmann und Amtsgerichtsdirektor
- Jens Funk (* 1954), Ophthalmologe in Zürich
- Georg Geisler (1881–1964), Verwaltungsjurist, Oberbürgermeister von Gleiwitz
- Wilhelm Groh (1890–1964), Rechtswissenschaftler, Hochschullehrer, Rektor der Universität Heidelberg
- Werner Hartenstein (1879–1947), Oberbürgermeister von Freiberg in Sachsen
- Hermann Heineke (1873–1922), Chirurg
- Ottfried Hennig (1937–1999), MdB, Vorsitzender der CDU Schleswig-Holstein, Sprecher der Landsmannschaft Ostpreußen
- Friedrich Karl von Hessen (1868–1940), General der Infanterie; Chef des Hauses Hessen-Kassel, König von Finnland
- Karl Hippmann (1812–1875), Oberamtmann in Achern, Freiburg und Staufen
- Joseph Huegel (1876–1947), Oberbürgermeister von Weinheim
- Klaus Huegel (1912–2003), Jurist und SD-Nachrichtenoffizier
- Heinz Jaeger (* 1924), Facharzt, Philatelist, Ehrenpräsident des Bundes Deutscher Philatelisten
- Adolf Kempkes (1871–1931), Politiker der Deutschen Volkspartei, Mitglied der Nationalversammlung, MdR, Staatssekretär und Chef der Reichskanzlei
- Kurt Kleinschmidt (1904–1989), deutscher Jurist, Wirtschaftsfunktionär und Bankdirektor
- Hans von Krafft-Ebing (1854–1930), Verwaltungsjurist im Großherzogtum Baden
- Emil Krauss (1870–1936), Richter, Diplomat und Ministerialbeamter, stellvertretender Gouverneur in Deutsch-Neuguinea
- George Löning (1900–1945), Rechtswissenschaftler
- Eduard Montford (1819–1881), Oberamtmann, Amtsvorstand der Bezirksämter Blumenfeld, Engen und Offenburg, Stadtdirektor in Bruchsal
- Rudolf Manz (1908–1996), Rechtsmediziner
- Lorenzo Mavilis (1860–1912), griechischer Gelehrter, Dichter, Parlamentarier und Freiheitskämpfer
- Carl Mayer von Mayerfels (1825–1883), Heraldiker
- Wilhelm Melchers (1900–1971), deutscher Botschafter
- Karl Molitor (1847–1924), Bibliothekar
- Eduard Müller (1854–1908), Reichsgerichtsrat
- Anton Nombride (1799–1857), Jurist, badischer Staatsbeamter, Abgeordneter der Badischen Ständeversammlung
- Adolf Ostner (1830–1905), Oberamtmann in Schönau, Boxberg, Mosbach und Konstanz
- Norbert Pfretzschner (1850–1927), Förster, Bildhauer und Schriftsteller
- Gisbert Poensgen (1923–2011), Diplomat
- Rolf Prasch (1883–1960), Schauspieler, Theaterintendant und Theaterregisseur
- Heinz Psotta (1888–1945), Bergwerksdirektor, stellvertretendes Vorstandsmitglied der Kaliwerke Aschersleben AG
- Anton Rasina (1843–1923), Oberamtmann, Vorsitzender des Vorstands der badischen Versicherungsanstalt für Invaliditäts- und Altersversicherung
- Eduard Rehn (1880–1972), Professor für Chirurgie
- Josef von Reichlin-Meldegg (1806–1876), Jurist, badischer Staatsbeamter
- Joseph Rieder (1797–1848), Oberamtmann in Ettenheim, Stockach und Wolfach
- Robert Ritter (1862–1937), Erster Bürgermeister der Stadt Mannheim
- Erich Rominger (1886–1967), Pädiater in Kiel
- Hermann von Rotteck (1816–1845), Historiker und Jurist, Liberaler im Großherzogtum Baden
- Peter Schacht (1901–1945), Komponist (1934 ausgetreten)
- Albert Schinzinger (Mediziner) (1827–1911), Chirurg
- Albert Schinzinger (Unternehmer) (1856–1926), Konsularbeamter in Japan
- Friedrich Schmitt (1866–1941), Oberamtmann in Boxberg, Wertheim und Eberbach, Landrat in Müllheim
- Ernst Scholz (1874–1932), Oberbürgermeister von Kassel, Oberbürgermeister von Charlottenburg, MdHH, MdR, Reichswirtschaftsminister, Vorsitzender der Deutschen Volkspartei (DVP),
- Wilhelm Paul Schreiber (1893–1918), Jagdflieger, Träger des Pour le Mérite
- Holger Schroeter (* 1971), Kanzler der Ruprecht-Karls-Universität zu Heidelberg
- Arnd Siegel (1937–2025), Chirurg, Kunstsammler, Mäzen
- Max Spießbach (1892–1955), Landrat des Kreises Grafschaft Diepholz
- Theo Spreter von Kreudenstein (1908–1992), Ordinarius für Kieferchirurgie in Kiel
- Karl Steiner (1861–1929), Oberamtmann in Oberkirch, Weinheim, Offenburg und Mannheim
- Maximilian Stoesser (1820–1894), Stadtdirektor von Freiburg
- Peter Stoll (1931–2015), Forstmann und Naturschützer
- Joseph Streicher (um 1801–1880), Oberamtmann in Schönau, Universitätsamtmann in Freiburg
- Joseph von Syberg zu Sümmern (1800–1871), Herzoglich Nassauischer Hausmarschall, Hoftheaterintendant, Mitglied der Landstände des Herzogtums Nassau
- Heinrich Triepel (1868–1946), Staatsrechtler, 1934 aus dem Corps ausgeschlossen
- Franz Volk (1823–1890), Revolutionär, Arzt, Historiker, Bürgermeister
- Otto Wachs (1874–1941), Landrat der Kreise Jork und Süderdithmarschen, Vorstand der Landesbank der Provinz Schleswig-Holstein
- Otto Wachs (1909–1998), Sprecher des Vorstandes der HAPAG, Geschäftsinhaber der Berliner Handelsgesellschaft, Bronzemedaillengewinner in der 8mR-Klasse bei den olympischen Segelwettbewerben 1936
- Paul Waeldin (1888–1969), Fabrikant, Mitglied des Badischen Landtags, Badischer Finanzminister, Ehrenbürger von Lahr
- Rudolf Wahrendorff (1864–1932), Psychiater
- Xaver Weiss (1811–1898), Oberamtmann, Amtsvorstand in Blumenfeld, Villingen, Gengenbach und St. Blasien, Bürgermeister in Waldkirch
- Maximilian Werner (1815–1875), Mitglied der Frankfurter Nationalversammlung
- Hermann Wenzel (1882–1954), Vorstand und Aufsichtsrat der Vereinigten Stahlwerke AG
- Otto Winterer (1846–1915), Oberbürgermeister von Freiburg

## Verhältnisse
Kartell
Corps Hasso-Nassovia
Befreundete
Corps Rhenania Heidelberg
Corps Suevia München
Corps Saxonia Leipzig
Corps Brunsviga Göttingen
Offizielles Vorstellungsverhältnis
Corps Bavaria Würzburg